# The Headies
The Headies (voorheen: Hip Hop World Awards) is een muziekshow georganiseerd sinds 2006 door het Hiphop World Magazine in Nigeria om bijzondere prestaties in de Nigeriaanse muziekindustrie te erkennen. Tijdens de jaarlijkse ceremonie ontvangen artiesten en andere spelers in de muziekindustrie een prijs in de vorm van een plaque. 
De show wordt jaarlijks georganiseerd in Nigeria, wordt gehost door een bekende Nigeriaanse artiest en opgeleukt met voorstellingen. In 2006 werd de show voor het eerst georganiseerd onder de naam Hip Hop World Awards. Er zijn anno 2019 zo'n 25 categorieën waarin een prijs wordt uitgereikt, al verschilt de exacte verdeling van jaar tot jaar. De meeste prijzen worden verdeeld op basis van een publieksstemming, terwijl enkele prijzen worden uitgereikt op basis van een jury-oordeel. 
De categorieën zijn zowel algemeen (beste lied, beste samenwerking, beste album, meest veelbelovende artiest, enz.) als genrespecifiek (beste rapsingle, beste r&b/popalbum, beste popsingle, beste afrobeats single enz.). 

## Edities
| Edities van The Headies |      |                  |                        |                                       |                                    |               |
| Nr.                     | Jaar | Datum            | Stad                   | Locatie                               | Host(s)                            | Ref           |
| 1                       | 2006 | 10 maart         | Onikan, Lagos          | MUSON Centre                          | Dare Art Alade                     | [ 3 ]         |
| 2                       | 2007 | 17 maart         | Onikan, Lagos          | MUSON Centre                          | Tana Adelana en D'banj             | [ 4 ]         |
| 3                       | 2008 | 15 maart         | Maryland, Lagos        | Planet One                            | Basketmouth en Dakore Egbuson      | [ 5 ]         |
| 4                       | 2009 | 16 mei           | Abuja, Nigeria         | Abuja International Conference Centre | Banky W. en Kemi Adetiba           | [ 6 ]         |
| 5                       | 2010 | 29 mei           | Victoria Island, Lagos | Eko Hotel and Suites                  |                                    | [ 7 ]         |
| 6                       | 2011 | 22 oktober       | Victoria Island, Lagos | Eko Hotel and Suites                  | Rita Dominic en eLDee              | [ 8 ]         |
| 7                       | 2012 | 20 oktober       | Victoria Island, Lagos | Eko Hotel and Suites                  | M.I en Omawumi                     | [ 9 ]         |
| 8                       | 2013 | 26 december      | Victoria Island, Lagos | Oriental Hotel                        | Tiwa Savage en Dr SID              | [ 10 ]        |
| 9                       | 2014 | 14 december      | Victoria Island, Lagos | Eko Hotel and Suites                  | Toke Makinwa en Basketmouth        | [ 11 ]        |
| 10                      | 2015 | 1 januari 2016   | Victoria Island, Lagos | Landmark Events Centre                | Bovi en Kaffy                      | [ 12 ]        |
| 11                      | 2016 | 22 december      | Victoria Island, Lagos | Eko Convention Center                 | Falz en Adesua Etomi               | [ 13 ]        |
| -                       | 2017 | geen ceremonie   | geen ceremonie         | geen ceremonie                        | geen ceremonie                     |               |
| 12                      | 2018 | 6 mei            | Victoria Island, Lagos | Eko Convention Center                 | Bovi en Seyi Shay                  | [ 14 ]        |
| 13                      | 2019 | 19 oktober       | Victoria Island, Lagos | Eko Convention Center                 | Nancy Isime en Reminisce           | [ 15 ]        |
| 14                      | 2020 | 21 februari 2021 | online                 | online                                | Nancy Isime en Bovi                | [ 16 ] [ 17 ] |
| -                       | 2021 | geen ceremonie   | geen ceremonie         | geen ceremonie                        | geen ceremonie                     |               |
| 15                      | 2022 | 4 september      | Atlanta, Georgia (VS)  |                                       | Anthony Anderson and Osas ighodaro | [ 18 ]        |
| 16                      | 2023 | 3 september      | Atlanta, Georgia       |                                       | Terrence J and Osas Ighodaro       |               |